# ナムウィキ
ナムウィキ（韓: 나무위키; 英: Namuwiki）は、2015年4月17日に開設されたパラグアイにサーバーを置く韓国語のウィキサイト。同年4月11日付けのリグヴェーダウィキのデータベースを基盤に開設された。「ナム」は韓国語で「木」の意味である。

## 概説
開設後、既存のリグヴェーダウィキのユーザー層を中心に人気を呼び、急成長した。現在、韓国語のウィキサイトでは、韓国語版ウィキペディアを凌駕する規模と人気度を誇っている。韓国語のウィキサイトでは、毎日の編集頻度は1位、項目数は2位、利用率には大韓民国のサイトのうち12位を占めている。
2024年2月現在、総ページ数は約591万件。本文の数は約138万件で、その内リダイレクト数は（99%信頼区間で）34±1%である。これを除く純記事数は推定して約47万に及ぶ。
ドキュメントは、基本的にはクリエイティブ・コモンズ 表示 - 非営利 - 同一条件許諾2.0大韓民国（CC BY-NC-SA 2.0 KR）のライセンスで提供されるが、記事に挿入された画像は、別途のライセンスで配布することができる。
ミラーサイトはナムウィキミラー（나무위키 미러、Namuwiki Mirror）、ムナキウィ（무나키위、Munakiwi）、ナムモエミラー（나무모에 미러、Namumoe Mirror）があった。

## 歴史
ナムウィキの前身は機動戦士Vガンダムに登場する架空の兵器にちなんだ名称のファンサイトのエンジェルハイロウに設置されたエンジェルハイロウウィキである。エンジェルハイロウウィキ（엔젤하이로 위키）は、2007年3月1日に設立され、アニメ（特にガンダム）、漫画、インターネット新造語などに特化されていた。記事内で冗談を使う特有の叙述方法で人気を集め、様々なマニア層が持続して記事を書きながら規模が大きくなった。 2012年、リグヴェーダウィキに名称を変えた。しかし、リグヴェーダウィキのオペレーターがサイトを私有化するという議論のため、サイトの運営が不可能になると、このウィキをフォークした代替サイトの一つとして開始されており 、リグヴェーダウィキの記事の90％ほどをバックアップした独立したサイトで構成された。リグヴェーダウィキの私有化の議論の後、リグヴェーダウィキのユーザーのほとんどはナムウィキまたはリブレウィキ（리브레 위키）などに分化された。
2023年には機械翻訳を用いた日本語版と英語版がリリースされた。

## シンボルキャラクター
セフィロットとムニャというキャラクターがいる。

## 特徴

### 内容の不正確さ
ナムウィキは特に出典の明記を義務付けていないため、信頼性と専門性の面で劣っている。ナムウィキで作成される大部分の文書は合理的な出典要件を満たしておらず、出典として記載される情報はDCインサイド(韓国の掲示板サイト)、個人ブログなどから抜粋した2次情報である。文書に記入された内容の多くは特定個人の利害関係および主観が含まれるため、内容の正確性を疑問視されている。情報を投稿するサイトの特性上、記載された情報の信頼性に欠き、誤った情報の拡散に広がる恐れがあり、ナムウィキの内容を報道や論文などの専門資料に使うのは危険だという指摘もある。

### 個人情報保護法違反
ナムウィキは運営者がパラグアイに位置するという理由で、個人情報処理方針をナムウィキを利用するユーザーたちが主に使用する言語の韓国語ではなく、パラグアイの公用語であるスペイン語で表記され、個人情報収集に対する利用同意をしていないという議論がある。